# Гантердон (округ, Нью-Джерсі)
Шаблон:StateAbbr_ 40°34′ пн. ш. 74°55′ зх. д. / 40.57° пн. ш. 74.92° зх. д.
Округ  Гантердон (англ. Hunterdon County) — округ (графство) у штаті  Нью-Джерсі, США. Ідентифікатор округу 34019.

## Історія
Округ утворений 1714 року.

## Демографія
За даними перепису 
2000 року 
загальне населення округу становило 121989 осіб, зокрема міського населення було 57234, а сільського — 64755.
Серед мешканців округу чоловіків було 60240, а жінок — 61749. В окрузі було 43678 домогосподарств, 32837 родин, які мешкали в 45032 будинках.
Середній розмір родини становив 3,14.
Віковий розподіл населення поданий у таблиці:
| Стать    | До 15 років | 15-21 | 22-29 | 30-39 | 40-49 | 50-65 | 65-85 | Понад 85 |
| -------- | ----------- | ----- | ----- | ----- | ----- | ----- | ----- | -------- |
| Чоловіки | 13593       | 4799  | 4544  | 9311  | 11676 | 11070 | 4839  | 408      |
| Жінки    | 13000       | 4072  | 3980  | 10710 | 12199 | 10807 | 5990  | 991      |

## Суміжні округи
- Воррен – північ
- Морріс – північний схід
- Сомерсет – схід
- Мерсер – південний схід
- Бакс, Пенсільванія – захід

## Виноски
1. ↑  Forstall, Richard L. Population of states and counties of the United States: 1790 to 1990 from the Twenty-one Decennial Censuses [Архівовано 2 січня 2016 у Wayback Machine.], pp. 108-109. Бюро перепису населення США, March 1996. ISBN 9780934213486. Accessed October 3, 2013.
2. ↑  New Jersey: 2010 - Population and Housing Unit Counts; 2010 Census of Population and Housing [Архівовано 23 липня 2013 у Wayback Machine.], p. 6, CPH-2-32. Бюро перепису населення США, August 2012. Accessed August 29, 2016.
3. ↑  DP-1 - Profile of General Demographic Characteristics: 2000; Census 2000 Summary File 1 (SF 1) 100-Percent Data for Hunterdon County, New Jersey[недоступне посилання], Бюро перепису населення США. Accessed January 21, 2013.(англ.) Наведено за англійською вікіпедією.
4. ↑  DP1 - Profile of General Population and Housing Characteristics: 2010 Demographic Profile Data for Hunterdon County, New Jersey[недоступне посилання], Бюро перепису населення США. Accessed March 26, 2016.
5. ↑  Snyder, John P. The Story of New Jersey's Civil Boundaries: 1606-1968 [Архівовано 5 червня 2012 у Wayback Machine.], Bureau of Geology and Topography; Trenton, New Jersey; 1969. p. 153. Accessed May 30, 2012.(англ.) Наведено за англійською вікіпедією.
6. ↑  American FactFinder. Бюро перепису населення США. Архів оригіналу за 21 травня 2008. Процитовано 31 січня 2008.

| США | Це незавершена стаття з географії США. Ви можете допомогти проєкту, виправивши або дописавши її. |